# Seemannia
Seemannia és un gènere amb 14 espècies de plantes herbàcies que pertany a la família de les gesneriàcies. És originari d'Amèrica.

## Descripció
Són plantes herbàcies perennifòlies amb rizomes escamosos, sovint produïts en les puntes de llargs rizomes fibrosos. La tija és erecta o decumbent. Les fulles són oposades, ternades o verticil·lades, peciolades, la làmina amb 3-9 parells de venes. Les flors són axil·lars, generalment solitàries (excepte S. sylvatica) cridaneres. Els sèpals estan lliures. La corol·la és tubular o inflada, sovint constretes a la boca, de color vermell, taronja, porpra, rarament groc, amb tricomes multicel·lulars en forma de barril en l'entrada del tub. El fruit és una càpsula rostrada seca. Té nombroses llavors, el·lipsoïdals minúscules. El nombre de cromosomes: 2n = 26.

## Distribució i hàbitat
Es distribueixen principalment als Andes d'Amèrica del Sud: a Bolívia, el nord de l'Argentina i sud del Perú. L'espècie S. sylvatica s'estén fins al sud de l'Equador. Creixen a la terra, els bancs de sorra o les roques al bosc; es troba latent en temporades.

## Etimologia
El gènere va ser nomenat en honor de Berthold Carl Seemann (1825-1871), botànic d'origen alemany, col·lector de plantes medicinals i explorador.

## Taxonomia
| - Seemannia albescens (Rusby) Fritsch - Seemannia benaryi Regel - Seemannia dioica Rusby - Seemannia gymnostoma (Griseb.) Toursark. - Seemannia latifolia Fritsch - Seemannia longiflora Fritsch | - Seemannia major Baill. - Seemannia nematanthodes (Kuntze) K.Schum. - Seemannia purpurascens Rusby - Seemannia regnelliana Fritsch - Seemannia sylvatica (Kunth) Hanst. - Seemannia ternifolia Regel - Seemannia uniflora Baill. |